# Газоносність гірської породи
Газоносність гірської породи (рос.газоносность горной породы, англ. gas content of rock, gas storage capacity of rocks, нім. Gesteingaskapazität f) — кількість газів, яка міститься в одиниці маси або об'єму гірської породи.
Г.г.п. обумовлена сорбційною здатністю мінералів, пористістю та тріщинуватістю.
Г.г.п. оцінюють коефіцієнтом газонасиченості, який дорівнює відношенню об'єму природного газу, що заповнює породу, до об'єму відкритих пор та пустот у породі.
Синонім — газонасиченість гірської породи.